# Nativpräparat

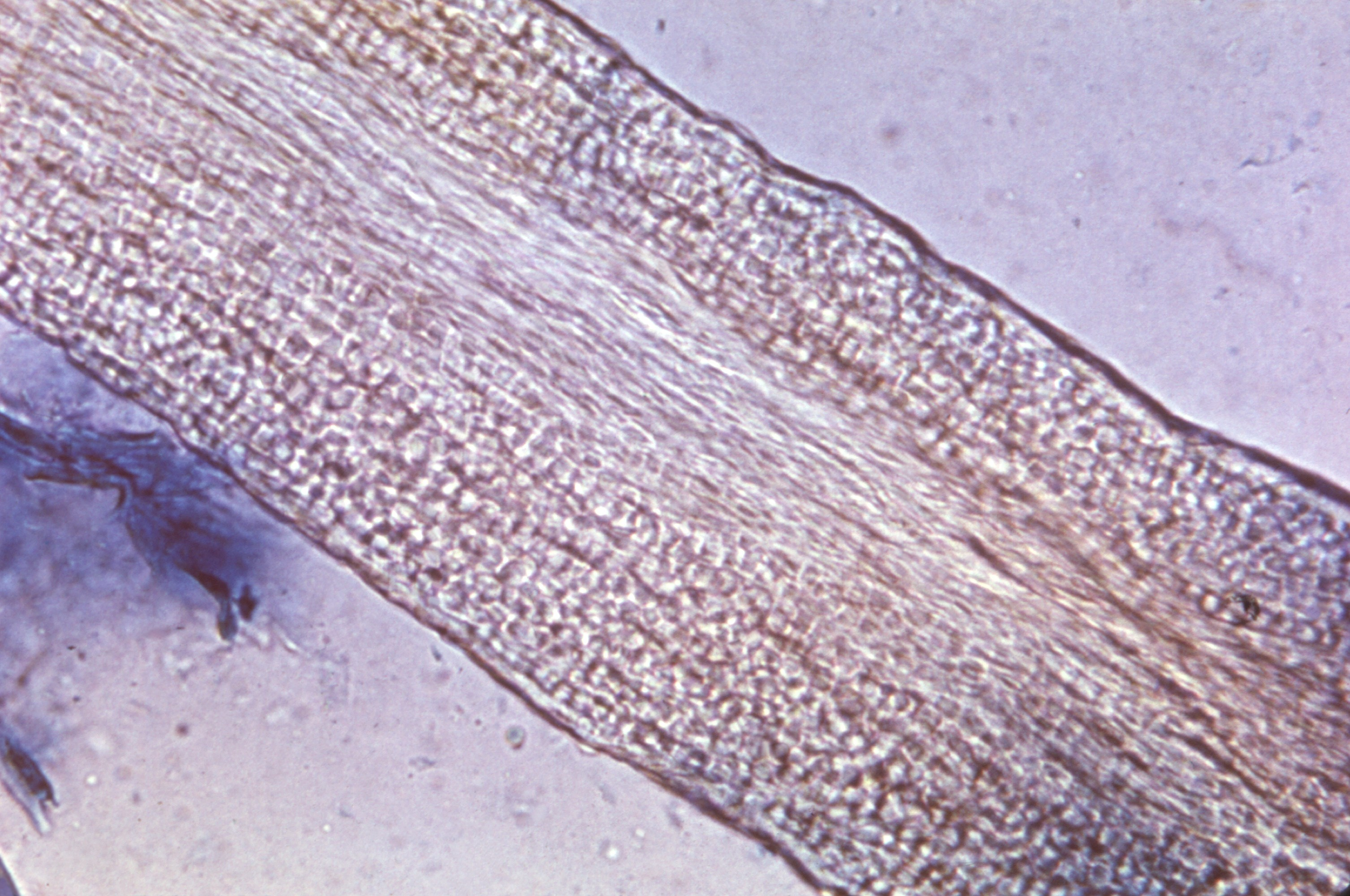
Nativpräparat der Veränderungen eines Haars infolge der Infektion mit Trichophyton tonsurans

Ein Nativpräparat (lateinisch nativus = „natürlich an einer bestimmten Stelle entstanden und gewachsen“, geboren, „durch die Geburt [lateinisch: natus] entstanden, angeboren, natürlich“, „unverändert“, „ursprünglich“) ist ein mikroskopisches Präparat von biologischem Material, welches ohne Fixierung und Färbung betrachtet wird. Viele Nativpräparate sind ohne Fixierung und ohne Färbung oft kontrastarm.
Untersucht werden auf diese Weise vor allem Hautgeschabsel, Urinsedimente, Kotausstriche oder Scheidenabstriche. Nativpräparate eignen sich vom allen zum Nachweis von größeren Krankheitserregern wie Blutparasiten, Milben, Fadenwürmern und ihren Eiern und Larven, von Kokzidien, Dermatophyten oder Hefen, von beweglichen Erregern wie Trichomonaden sowie von Treponema pallidum. Hier spricht man (auch nach erfolgter Anfärbung: Frischfärbung) von Nasspräparaten oder von Frischpräparaten; zu diesen zählen beispielsweise auch Zupfpräparate, Quetschpräparate, Häutchenpräparate und Ausstrichpräparate.
Mitunter werden
- „noch ungefärbte histologische“ Schnittpräparate vor der beabsichtigten Färbung,[13]
- „frische, ungefärbte Präparate“[14] vor der Trocknung,
- „ungefärbte und unfixierte Blutausstriche“[15] auch ohne Krankheitserreger,
- „mit physiologischer Kochsalzlösung verdünnte Bluttropfen“[16] oder
- eingefrorene, tiefgekühlte oder gefrostete Präparate (Gefriertrocknung, Biostase, Vitrifizierung, Gefriermikrotomie, Kryokonservierung, Kryostase, Kryonik)

ebenfalls als Nativpräparate bezeichnet. Zum Beispiel besonders bei Verdacht auf Malaria werden sogenannte dünne Tropfen oder auch hängende Tropfen und dicke Tropfen als Nativpräparate untersucht; eingetrocknete dicke Tropfen werden gefärbt und sind danach nicht mehr nativ.
Ein mikrobiologisches Lehrbuch unterschied bei den Nativpräparaten unsystematisch drei verschiedene Verfahren:
- Deckglaspräparate mit Verwendung isotonischer Kochsalzlösung,
- hängende Tropfen auf einem hohl geschliffenen Objektträger mit Abdichtung mit Vaseline und die
- Negativdarstellung nach dem so genannten Burri-Verfahren mit Verwendung chinesischer Tusche.[19]

Für den Dermatophytennachweis ist eine vorherige Auflösung des Keratins durch den Zusatz von Kalilauge (Aufhellungspräparat) sinnvoll. Für Fadenwurmeier ist eine vorherige Anreicherung durch ein Flotationsverfahren, für Fadenwurmlarven durch ein Larvenauswanderungsverfahren sinnvoll. Auch durch diese beiden Verfahren geht streng genommen die Nativität verloren.
Zur Darstellung fixationsempfindlicher Zellstrukturen wie zum Beispiel bei Enzymen werden Gefriermikrotomschnitte beziehungsweise auch Kryostatschnitte angefertigt.
Gelegentlich wird bei der Verwendung des Begriffs das Erfordernis der Mikroskopierbarkeit fallen gelassen, so dass zum Beispiel auch unbehandelte Mumien oder Schrumpfköpfe als Nativpräparate bezeichnet werden können.

## Weblink
- Mikroskopie, msdmanuals